# Bình Hải (Quảng Nam)
Bình Hải is een xã in het district Thăng Bình, een van de districten in de Vietnamese provincie Quảng Nam. Bình Hải heeft ruim 5900 inwoners op een oppervlakte van 12,47 km².

## Geografie en topografie
Bình Hải ligt in het oosten van de huyện Thăng Bình op de oostelijke oever van de Trường Giang. Het ligt aan de Zuid-Chinese Zee. Bình Hải grenst aan de xã Bình Đào, Bình Minh, Bình Sa en Bình Nam.